# Хоккейная ассоциация Тихоокеанского побережья
Хоккейная ассоциа́ция Тихоокеа́нского побере́жья (ХАТП; англ. Pacific Coast Hockey Associations профессиональная хоккейная лига, существовавшая в 1912-1927 годах и объединявшие клубы Канады.

## История
«ХАТП» была создана в 1912 году, когда братья Пэтрики взяли курс на запад, чтобы создать свою лигу. В новой Лиге были команды таких городов, как Ванкувер, Виктория, Нью-Вестминстер. В январе 1912 года в городе Виктория состоялся первый матч ХАТП. Он вошёл в историю из-за того что он прошёл на искусственном катке.
Подравнявшись по классу НХА,"западники" решили бросить вызов конкуренту, и вскоре между чемпионами ХАТП и НХА стали проводиться серии кубковых матчей. Победитель получал Кубок Стэнли. Более жёсткая конкуренция диктовала новые, более жёсткие правила. Так, в 1913 году боссы ХАТП братья Пэтрики поделили ледовое пространство на три части, ограничив его двумя синими линиями.
В ХАТП появилось эпохальное нововведение-матчи «всех звёзд» (All Stars). Это шоу придумал судья Мтк Йон.
В ХАТП численность игроков в команде равнялось семи. Команды состояли из:
- вратаря;
- переднего и заднего игроков;
- центрального и двух крайних нападающих:
- кроме того, имелся так называемый ровер (от англ.rover - «разбойник», "пират"), выполнявший функции сверхфорварда и игравший впереди нападающих по всеми фронту у ворот соперника. Он единственный участвовал в обороне.

В 1921 г. в ХАТП появилось так называемое «правило буллита».
В 1924 году из-за финансовых проблем Хоккейная Ассоциация Тихоокеанского побережья и Западно-канадская хоккейная лига объединяются и появляется единая ЗХЛ-Западная хоккейная лига.
Мощь Национальной хоккейной лиги росла слишком стремительно, потому даже объединенная ЗХЛ не могла выдержать конкуренцию с ней. И с 1927 года Кубок Стэнли стал нераздельной собственностью НХЛ. А ЗХЛ прекратила своё существование

## Команды
Новый Westminster Royals (1911-1914)
Portland Rosebuds (1914-1918)
Seattle Metropolitans (1915-1924)
Spokane Canaries (1917-1918)
Миллионеры Vancouver (1911-1924)
Аристочраты Victoria (1911-1916, 1918-1922)
Кугуары Victoria (1922-1924)